# 양평중학교
양평중학교(楊平中學校)는 대한민국 경기도 양평군 양평읍 공흥리에 있는 공립 중학교이다.

## 학교 연혁
- 1947년 6월 24일 : 양평 공립 초급 중학교 인가
- 1949년 4월 20일 : 교사 이전 (양근리 254번지)
- 1951년 3월 10일 : 양평중학교로 교명 변경
- 1981년 3월 1일 : 양평중․종합고등학교에서 분리 독립
- 1983년 3월 30일 : 교사 이전 (現 공흥3리 714-7번지)
- 1986년 3월 5일 : 양평중학교 옥천분교 개교
- 1996년 2월 29일 : 옥천분교 통합
- 2000년 3월 2일 : 신입생 남․여 공학 실시
- 2009년 5월 19일 : 교목 변경 (잣나무 → 소나무)
- 2013년 10월 2일 : 명지관 개관
- 2020년 1월 17일 : 제73회 212명 졸업(총 졸업생 수 16,586명)
- 2021년 3월 1일 : 제28대 배현섭 교장 취임
- 2021년 3월 2일 : 신입생 입학 (242명)

## 참고 자료
- 양평중학교 - 한국교육학술정보원 학교알리미